# Granarolo dell'Emilia
Granarolo dell'Emilia je italská obec v provincii Bologna v oblasti Emilia-Romagna.
V roce 2012 zde žilo 10 998 obyvatel.

## Sousední obce
Bentivoglio, Bologna, Budrio, Castel Maggiore, Castenaso, Minerbio

## Vývoj počtu obyvatel
Zdroj: 